# Канонік Петро Миколайович
Петро́ Микола́йович Канонік (1990—2024) — український військовослужбовець, сержант Збройних сил України, учасник російсько-української війни, що відзначився у ході російського вторгнення в Україну. Герой України (2025, посмертно).

## Життєпис
Народився 24 лютого 1990 року в м. Ковель Волинської області. Навчався в місцевій школі № 11. Вищу освіту здобув у Львівському національному університеті ветеринарної медицини та біотехнологій за спеціальністю технолога виробництва і переробки продукції тваринництва. Проходив строкову військову службу з 2009 по 2010 р.
У 2014 році був мобілізований до лав ЗСУ, брав участь в АТО на сході України з 15 квітня 2014 року по 15 квітня 2015 року. Воював гранатометником штурмової роти у 24-й окремій механізованій бригаді імені Короля Данила. Був учасником оборони Луганського аеропорту, брав участь у боях за селище Георгіївка та місто Лутугине. Нагороджений відзнакою Президента України «За участь в антитерористичній операції», нагрудним знаком «Учасник АТО».
У перший день російського вторгнення в Україну намагався долучитись до лав ЗСУ. 31 травня 2022 року був призваний у 100-ту окрему бригаду ТРО. Перекваліфікувався зі штурмовика в бойового медика та протягом двох з половиною років рятував життя побратимів, неодноразово брав також участь в операціях у складі штурмових груп.
Нагороджений орденом «За мужність» ІІІ ступеня, почесним нагрудним знаком Головнокомандувача ЗСУ «За збережене життя», відзнакою командира 100-ї окремої бригади територіальної оборони України «За оборону рідного краю».
9 серпня 2024 року біля Торецька Донецької області брав участь у штурмовій операції. Коли зачищали позиції, зайняті ворогом, група потрапила в засідку. Безперервний бій тривав майже 4 години, усі 9 членів групи зазнали поранень, 5 із них були тяжкопоранені. Завдяки діям Петра Каноніка, усім членам групи оперативно надано першу медичну допомогу, що дало змогу пораненим далі вести бій та евакуювати поранених. Сержант Петро Канонік паралельно вів стрілецький бій, особисто знищив щонайменше трьох ворожих штурмовиків, завдяки його доповідям здійснено корегування мінометного вогню. Після відходу всієї штурмової групи заключним йшов Петро Канонік. Під час відходу він зазнав поранення, несумісного з життям. Ціною власного життя врятував 8 бойових побратимів.
Похований на Алеї Героїв Ковельського міського кладовища.

## Нагороди та відзнаки
- Звання Герой України з удостоєнням ордена «Золота Зірка» (27 червня 2025, посмертно) — за особисту мужність і героїзм, виявлені у захисті державного суверенітету та територіальної цілісності України, самовіддане служіння Українському народові[3];
- Орден «За мужність» III ступеня (25 липня 2024) — за вагомий особистий внесок у розвиток військової медицини, мужність, виявлену під час бойових дій, самовіддане виконання службового обов'язку[4];
- Почесний громадянин міста Ковеля (посмертно) (рішення Ковельської міської ради від 27 березня 2025 року № 61/2)[2].